# Chatham megye (Georgia)
Chatham megye az Amerikai Egyesült Államokban, azon belül Georgia államban található. Megyeszékhelye és legnagyobb városa Savannah. Lakosainak száma 295 291 fő (2020. április 1.). Chatham megye Jasper, Effingham és Bryan megyékkel határos.

## Népesség
A megye népességének változása:
| Lakosok száma | 266 019 | 272 101 | 276 832 | 278 434 | 286 956 | 295 291 |
|               | 2010    | 2011    | 2012    | 2013    | 2015    | 2020    |